# Norðausturvegur
Der Norðausturvegur  ist eine Straße im Nordosten bis in den Osten von Island.
Er verläuft nördlich der Ringstraße  und ist nach dieser die zweitlängste Straße des Landes mit 313 km.

Zwischen Akureyri und dem Mývatn, genauer östlich vom Ljósavatn, zweigt der Norðausturvegur nach Norden ab.
Er überquert das Skjálfandafljót über 15 km nördlich des Goðafoss, erreicht vor Húsavík die Küste und umrundet die Halbinsel Tjörnes.
Die Brücke über die Jökulsá á Fjöllum liegt vor dem Mündungsdelta über 15 km von der Küste entfernt.
Die Naustá fällt am Naustárfoss direkt in den Öxarfjörður.
An der Küste des Öxarfjörðurs biegt die Straße nach Osten über die Hólaheiði ab.
Früher wurde auch die Halbinsel Melrakkaslétta mit den Orten Kópasker und Raufarhöfn ganz umfahren.
Am Þistilfjörður ist der Ort Þórshöfn über eine Straße zu erreichen.
Hier ist der größte Abschnitt dieser Straße noch nicht asphaltiert.
Östlich im Windschatten der Halbinsel Langanes liegt der Finnafjörður.
Hier plant man mittelfristig einen Containerhafen für die Nordpolarrouten.
Im weiteren Verlauf ist der Ort  Bakkafjörður über die Stichstraße Hafnarvegur í Bakkafirði  zu erreichen.
Bis zum nächsten Ort Vopnafjörður wird die Sandvíkurheiði überquert.
Der Norðausturvegur erreicht hier 275 m Höhe.
Nur der Hlíðarvegur  verläuft direkt durch den Ort Vopnafjörður, über die Hellisheiði eystri bis an die Ringstraße westlich der Jökulsá á Brú.
Über den Hofsárdalsvegur  gelangt man zum Museumshof Bustarfell.
An der Ringstraße endet der Þjóðvegur 85.
Als die Möðrudalsleið  noch zur Ringstraße gehörte, war er noch rund 20 km länger.